# Polanco (Philippines)
Pour les articles homonymes, voir Polanco.
Polanco est une localité de la province de Zamboanga du Nord, aux Philippines. En 2015, elle compte 39 347 habitants.